# Northampton (Suffolk County, New York)
Northampton (ˈnɔːrθæmˈtən oder ˈnɔːrðæmˈtən) ist ein Weiler und census-designated place (CDP) im Suffolk County des US-Bundesstaates New York. Der Ort liegt auf Long Island. Zum Zeitpunkt des United States Census 2010 hatte der CDP 570 Einwohner.
Northampton liegt innerhalb der Town of Southampton.
Der Eastern Campus des Suffolk County Community College befindet sich in Northampton.

## Geographie
Nach den Angaben des United States Census Bureaus hat der CDP eine Gesamtfläche 30,2 km2, wovon 29,9 auf Land und 0,3 km2 (oder 0,86 %) auf Gewässer.
Der CDP wurde geschaffen für den United States Census 2000 und schließt Teile des früheren Village of Pine Valley ein, das 1991 aufgelöst.

## Demographie
Zum Zeitpunkt des United States Census 2000 bewohnten Northampton 468 Personen. Die Bevölkerungsdichte betrug 19,9 Personen pro km2. Es gab 205 Wohneinheiten, durchschnittlich 8,7 pro km2. Die Bevölkerung in Northampton bestand zu 46,37 % aus Weißen, 44,23 % Schwarzen oder African American, 0,85 % Native American, 0,85 % Asian, 0 % Pacific Islander, 2,35 % gaben an, anderen Rassen anzugehören und 5,34 % nannten zwei oder mehr Rassen. 8,33 % der Bevölkerung erklärten, Hispanos oder Latinos jeglicher Rasse zu sein.
Die Bewohner Northamptons verteilten sich auf 158 Haushalte, von denen in 38,0 % Kinder unter 18 Jahren lebten. 48,7 % der Haushalte stellten Verheiratete, 20,9 % hatten einen weiblichen Haushaltsvorstand ohne Ehemann und 23,4 % bildeten keine Familien. 20,3 % der Haushalte bestanden aus Einzelpersonen und in 5,7 % aller Haushalte lebte jemand im Alter von 65 Jahren oder mehr alleine. Die durchschnittliche Haushaltsgröße betrug 2,96 und die durchschnittliche Familiengröße 3,31 Personen.
Die Bevölkerung verteilte sich auf 29,3 % Minderjährige, 9,6 % 18–24-Jährige, 30,3 % 25–44-Jährige, 20,9 % 45–64-Jährige und 9,9 % im Alter von 65 Jahren oder mehr. Der Median des Alters betrug 34 Jahre. Auf jeweils 100 Frauen entfielen 91,0 Männer. Bei den über 18-Jährigen entfielen auf 100 Frauen 82,9 Männer.
Das mittlere Haushaltseinkommen in Northampton betrug 47.500 US-Dollar und das mittlere Familieneinkommen erreichte die Höhe von 35.893 US-Dollar. Das Durchschnittseinkommen der Männer betrug 32.292 US-Dollar, gegenüber 30.956 US-Dollar bei den Frauen. Das Pro-Kopf-Einkommen belief sich auf 23.660 US-Dollar. 9,0 % der Bevölkerung und 6,6 % der Familien hatten ein Einkommen unterhalb der Armutsgrenze, davon waren 6,5 % der Minderjährigen und 0 % der Altersgruppe 65 Jahre und mehr betroffen.

## Belege
1. 1 2  Geographic Identifiers: 2010 Demographic Profile Data (G001): Northampton CDP, New York. U.S. Census Bureau, American Factfinder, abgerufen am 24. März 2018 (englisch).
2. ↑  New York: 2000 Population and Housing Unit Counts. September 2003, S. III-16, abgerufen am 22. Dezember 2010.